# Gérard Capron
Gérard Capron (14 gennaio 1946) è un ex cestista francese.

## Carriera
Con la Francia ha disputato i Campionati europei del 1965.